# جيمس هارلان
جيمس هارلان (بالإنجليزية: James Harlan (senator))‏ (و. 1820 – 1899 م) هو سياسي، ومحام من الولايات المتحدة الأمريكية ولد في مقاطعة كلارك، إلينوي.
تولى منصب عضو مجلس الشيوخ الأمريكي (–1873-03-04) .وهو عضو في حزب اليمين، والحزب الجمهوري .

## روابط خارجية
- جيمس هارلان على موقع إن إن دي بي (الإنجليزية)